# Dół pachowy
Dół pachowy (łac. fossa axillaris) – przestrzeń, która oddziela klatkę piersiową od ramienia. Powiększa się podczas unoszenia kończyny górnej, największa jest zaś przy odwiedzonym ramieniu pod kątem 45 stopni.

## Ograniczenia
- od przodu – dolny brzeg mięśnia piersiowego większego (fałd pachowy przedni)
- od tyłu – przedni brzeg mięśnia najszerszego grzbietu (fałd pachowy tylny)
- przyśrodkowo – mięsień zębaty przedni
- bocznie przechodzi w bruzdę przyśrodkową mięśnia dwugłowego ramienia
- od góry (sklepienie dołu) - skóra wraz z włosami (łac. hirci)

## Wyczuwalne struktury
- Żebra,
- głowa kości ramiennej,
- mięsień kruczo-ramienny,
- głowa krótka mięśnia dwugłowego ramienia,
- powrózek naczyniowo-nerwowy,
- węzły chłonne.

## Włosy
Zarówno u mężczyzn, jak i u kobiet okolice pachy od momentu dojrzewania porastają włosy (pojawiają się nieco później niż owłosienie łonowe). Skóra ma nieco inne zabarwienie i jest wyposażona w liczne gruczoły potowe, nadające tej okolicy specyficzny zapach.